# Achille Starace
Achille Starace (18. srpna 1889, Sannicola – 29. dubna 1945, Milán) byl italský fašistický politik.

## Raný život a kariéra
Starace se narodil v Sannicole, provincie Lecce, v jižní Apulii. Jeho otec byl obchodníkem s vínem a olejem. Starace navštěvoval Technický institut v Lecce a získal akademickou hodnost v účetnictví. V roce 1909 se připojil k Italské královské armádě (Regio Esercito) a do roku 1912 se stal podporučíkem bersaglierů. Jako oddaný voják vystoupil sám do hádky s pacifistickými demonstranty v kafé Biffi v Miláně v srpnu 1914 a získal díky této akci dost reputace.
Starace se účastnil akcí během První světové války a získal mnoho vyznamenání z svoji službu, jednu stříbrnou medaili za vojenské zásluhy a čtyři bronzové medaile. Po válce opustil armádu a přestěhoval se do Trenta, kde prvně přišel do kontaktu s rostoucím fašistickým hnutím. Připojil se také k zednářské lóži „La Vedetta“ v Udine v březnu 1917. Jako zapálený nacionalista se Starace připojil k fašistickému hnutí v Trentu v roce 1920 a rychle se stal místním politickým tajemníkem. V roce 1921 jeho úsilí upoutalo pozornost Benita Mussoliniho, který dal Staracemu na odpovědnost fašistickou organizaci v Benátsku-Tridentsku. V říjnu 1921 se stal zastupujícím tajemníkem Národní fašistické strany (Partito Nazionale Fascista, zkráceně PNF). V roce 1922 se Starace účastnil Pochodu na Řím, vedl oddíl Černých košil na podporu Mussoliniho.

## Prominentem
Koncem roku 1922 byl jmenován stranickým inspektorem na Sicílii a stal se členem výkonného výboru PNF. V roce 1923 poté, co rezignoval jako zástupce tajemníka strany, se stal velitelem Národní bezpečností dobrovolné milice (Milizia Voluntaria per la Sicurezza, zkráceně MVSN) v Terstu. MVSN byla plně dobrovolnou milicí vytvořenou k zorganizování bývalých Černých košil. V roce 1924 byl Starace zvolen do italského parlamentu a stal se stranickým inspektorem. V roce 1926 se Achille Starace stal opět zástupcem stranického tajemníka a v roce 1928 byl jmenován tajemníkem milánské pobočky strany.

## Tajemníkem fašistické strany
V roce 1931 dosahuje jeho kariéra vrcholu, když se stává tajemníkem PNF. Byl do této pozice jmenován primárně pro svou nekritickou, fanatickou loajalitu k Mussolinimu. Jako tajemník pořádal Starace velkolepé parády a průvody, propagoval opatření pro antisemitskou segregaci a velmi rozšířil Mussoliniho kult osobnosti.
Ačkoliv Starace byl úspěšný při zvyšování počtu členů strany, selhal v pozdějších letech svého funkčního období při reorganizaci fašistické mládežnické organizace (Opera Nazionale Balilla) podle vzoru Hitlerjugend. Neuspěl také v tom, aby se entusiasmus národa vyrovnal popularitě nacionálně socialistické strany, kterého se tato těšila v Německu. Starace sloužil jako tajemník celkem osm let. To bylo déle než sloužil jakýkoliv jiný tajemník. Ale do poloviny 30. let získal ve stranické hierarchii mnoho nepřátel.

## Role při invazi do Etiopie
V roce 1935 Starace, jinak plukovník, si vzal dovolenou, aby se účastnil invaze do Etiopie a bojoval na severní frontě . V březnu 1936 po bitvě u Shire mu bylo svěřeno velení smíšené skupiny Černých košil a 3. pluku Bersaglierů, která byla sestavena v Asmaře v Eritrei. Později v tomto měsíci Starace a jeho na automobilech převážená „mechanizovaná kolona“ se připravila na cestu v drsných poměrech pro to, aby obsadila Gondar, hlavní město Begemderské provincie. Umění budování cest Staraceho mužů hrálo stejně významnou roli jako jejich bojová odvaha. Následující ráno dne 1. dubna Starace a jeho kolona vstoupili do Gondaru a o dva dny později dosáhli Tana (jezero)jezera Tana, zajistili tak hranici s britským Súdánem. Východoafrická rychlá kolona (Colonna Celere del‘ Africa Orientale) urazila přibližně 120 kilometrů za tři dny.

## Návrat na místo stranického tajemníka
Po Etiopii se vrátil Starace k povinnostem stranického tajemníka. Zůstal nadále kontroverzním. Pro příklad nařídil, že všechny stranické vlajky musí býti vyrobeny z v Itálii vytvořené textilní látky „Lanital“. Ta byla vytvořena z kaseinu, fosfoproteinu, který se běžně nalézá v savčím mléku. Lanital byl vynalezen v roce 1935, podle Staraceho byl „výtvorem italské vynalézavosti.“ V roce 1936 se Dino Grandi, italský velvyslanec ve Velké Británii objevil v Londýně v obleku, o které se tvrdilo, že byl vytvořen ze 48 pint odstředěného mléka. Během Mnichovské krise v roce 1938, která skončila tím, že nacistické Německo anektovalo české pohraničí, byl Starace hlasitým zastáncem toho, že by Francie měla postoupit Tunisko Itálii.

## Starace v italském sportu
Starace byl sportovním fanatikem a byl jmenován presidentem Italského národního olympijského výboru. Připomíná se pro takové neoblíbené kaskadérské kousky jako je skok skrze hořící kruh na stadionu v Marmi roku 1938 nebo skok koněm přes salonní vůz. Chtěl aby představitelé strany vypadali mužně a zdravě a na oficiálních slavnostech pochodovali krokem Bersaglierů, italskou variantou husího kroku. Je zvláště a významněji připomínán také pro politiku přijímání Italů (ať mladých nebo ne) do organizací spojených s fašistickou stranou, které vytvářely zdání podoby se skautským hnutím: Opera Balilla, Figli della lupa, Avanguardisti, Giovanne fascista a s pracujícími spojené Organizzazione del Dopolavori (sport po práci).
Sporty byly obzvláště důležité ve fašistické propagandě, která využívala úspěchy italských atletů v mezinárodních soutěžích (jako byl boxer Primo Carnera nebo italský národní fotbalový tým) a Starace byl v tomto dosti nápomocný. Zabýval se jak masovými organizacemi, tak elitní stránkou italského sportu.

## Propuštění
V říjnu 1939 byl nakonec Starace propuštěn z místa stranického tajemníka, na jeho místo nastoupil populární letec Ettore Muti. Stal se šéfem štábu Černých košil a zastával tuto pozici až do května 1941, kdy z ní byl pro neschopnost odvolán. Byl nahrazen Enzo Galbiatim.

## Smrt
V roce 1943 po pádu Mussoliniho režimu byl Starace zatčen roajalistickou vládou Pietra Badoglia. Byl zatčen ačkoliv jeho reálná moc za Mussoliniho skončila o dva roky dříve. Po neúspěšném pokusu získat Mussoliniho přízeň v Němci podporované Italské sociální republice, byl Starace opět zatčen. Tentokrát byl vězněn v koncentračním táboře ve Veroně a byl zatčen svými bývalými kolegy kvůli obvinění, že oslaboval stranu během svého angažmá na místě stranického tajemníka. Nakonec byl Starace propuštěn a přemístil se do Milána. Dne 29. dubna 1945 během svého ranního běhu byl poznán a zajat partyzány. Byl vzat na Piazzale Loerto a bylo mu ukázáno tělo Mussoliniho, kterému zasalutoval předtím než byl sám popraven. Jeho tělo bylo následně pověšeno vedle Mussoliniho.